# Acanthicus
Genre
Acanthicus est un genre de poissons dulçaquicoles d'Amérique du Sud de la famille des Loricariidae. Les espèces de ce genre se rencontrent en eaux douces et acides (pH 6 à 7 et dH de 5 à 12) et sont essentiellement végétariennes.

## Liste des espèces
Selon FishBase (28 nov. 2017) :
- Acanthicus adonis Isbrücker & Nijssen, 1988
- Acanthicus hystrix Agassiz, 1829